# 後藤丹治
後藤 丹治（ごとう たんじ、1897年3月28日 - 1963年5月1日）は、日本の国文学者。

## 来歴
三重県出身。京都帝国大学卒。
東京帝国大学史料編纂官補、立命館大学教授、1954年に大阪学芸大学教授。1957年に定年退官。
中世の戦記物語や近世の読本を研究した。

## 著書
- 『戦記物語の研究』 筑波書店、1936、のち磯部甲陽堂、大学堂書店
- 『太平記の研究』 河出書房、1938、のち大学堂書店
- 『中世国文学研究』 磯部甲陽堂、1943

### 校注
- 曲亭馬琴『日本古典文学大系 第60－61 椿説弓張月』校注、岩波書店、1958-62
- 『日本古典文学大系 第34－36 太平記』岡見正雄 釜田喜三郎共校注、岩波書店、1960-62
- 『日本古典全書　太平記』第1 校註、朝日新聞社、1961

## 参考
- コトバンク
- 「後藤丹治博士年譜」論究日本文学 1963-09